# ماري داونينج هان
ماري داونينج هان (بالإنجليزية: Mary Downing Hahn)‏‏ (9 ديسمبر 1937 في كوليج بارك - ) كاتِبة، وكاتبة للأطفال، وأمينة مكتبة، وروائية من الولايات المتحدة.

## الجوائز
- جائزة إدغار

## روابط خارجية
- ماري داونينج هان على موقع IMDb (الإنجليزية)